# Amegilla pseudobomboides
Amegilla pseudobomboides es una especie de abeja excavadora perteneciente al género Amegilla, categorizada en la tribu Anthophorini, de la subfamilia Apinae.
Fue descrita científicamente por Meade-Waldo en 1914. Aparece registrada y publicada en una sección de Notes on the Apidae (Hymenoptera) in the Collection of the British Museum, with Descriptions of new Species. The Annals and Magazine of Natural History, Series 8, Vol. 13, No. 73 de 1914.

## Distribución
La especie se distribuye por Asia, en India, Nepal y China.